# Journal étudiant

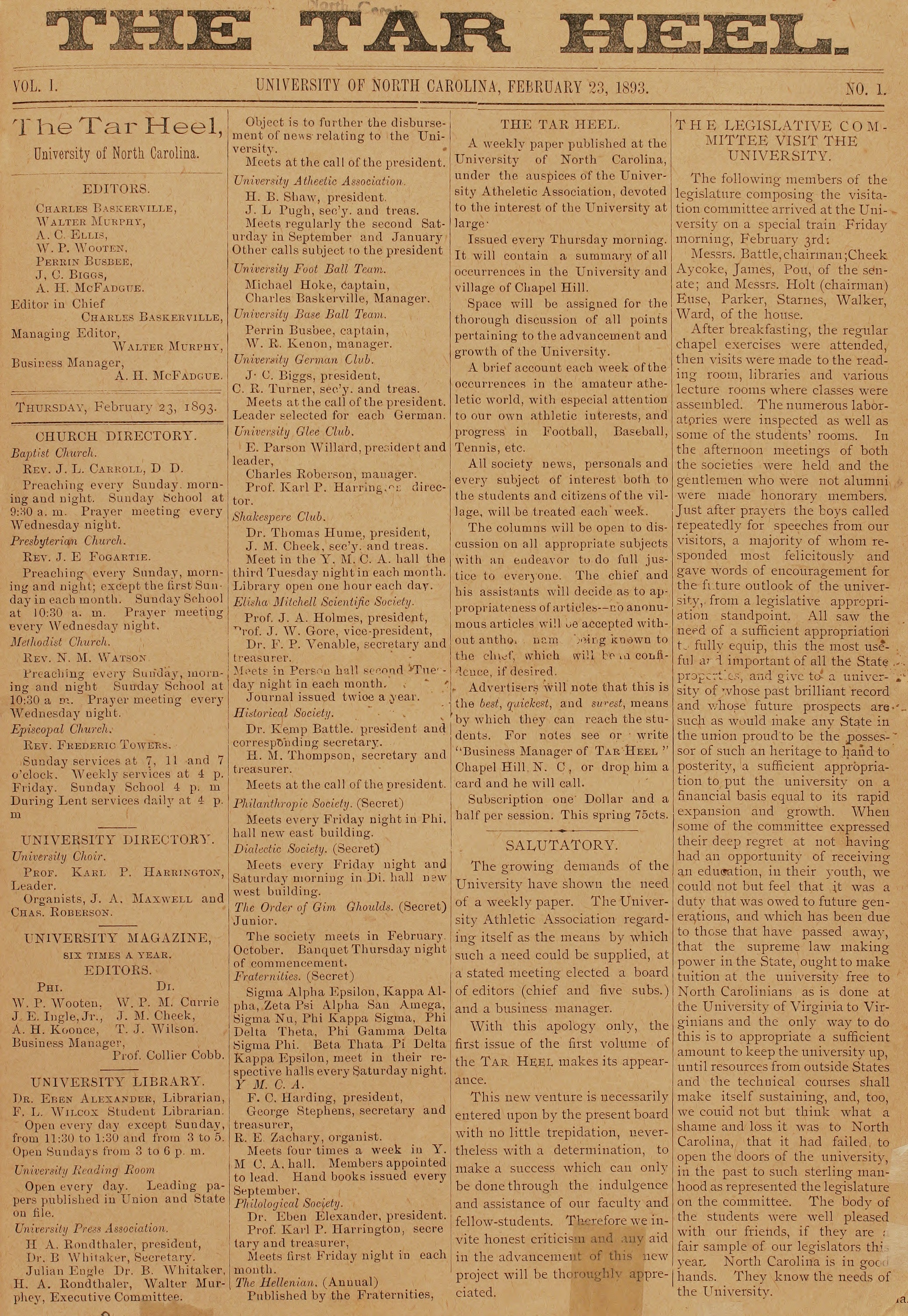
Premier numéro de l'hebdomadaire Tar Heel (rebaptisé Daily Tar Heel en 1929), publié le 23 février 1893 par l'Athletic Association de l'Université de Caroline du Nord.

Un journal étudiant est un journal réalisé par des étudiants ou de façon plus générale par des personnes scolarisées. Le travail réalisé dans le cadre du journal est souvent extra-scolaire mais il peut aussi être intégré au cursus, notamment dans les formations de journalistes. Un journal étudiant traite généralement principalement des actualités locales ou de la vie de l'établissement scolaire ou universitaire auquel il est rattaché. 
La pratique du journal étudiant est notamment très développée dans les pays anglo-saxons.